# Сота (река)
Сота (в верховье Софа) — река в Африке на севере Бенина.
Протекает через департаменты Боргу и Алибори. Является притоком реки Нигер. Длина реки составляет около 250 км в длину, площадь водосборного бассейна — 15000 км².

## География
Сота начинается при слиянии реки Банга и реки Гбенена в департаменте Боргу. Далее течёт на север, северо-восток и впадает в реку Нигер.

## Осадки
Годовое количество осадков измеряется на нескольких станциях:
- Сегбана (на востоке, в центре, бассейна, недалеко от нигерийской границы): 1177,4 мм за 53 дня
- Канди (на западе, в центре, бассейна): 1055,1 мм за 80 дня
- Маланвилле (в северной части бассейна в месте слияния с Нигером): 919,9 мм за 53 дня

Большое количество осадков наблюдается лишь в период с июля по сентябрь, что приводит к большим наводнениям, но дефицит воды имеет место с декабря по апрель.

## Гидрология
Расход воды реки наблюдается уже 40 лет (1953—1992) на ГЭС в Коубери, расположенной вблизи её впадения в реку Нигер.
Среднегодовой сток составляет м³/с с площадью бассейна от 9111 до 13,410 км². Характерно для реки падение стока в засушливый период, как и в целом для всех африканских рек. За сорок лет измерений минимальный расход составлял 2 м³/с, а максимальный — 358 м³/с.
| Средний расход воды (м³/с) реки Сота по месяцам с 1953 по 1992 гг. (замеры производились на гидрологическом посту в Коубери) |